# 911: في موقع الطائرة
911: في موقع الطائرة هو فيلم وثائقي إخراج وليام لويس، صدر عام 2004 يروج لنظريات المؤامرة الخاصة بهجمات 11 سبتمبر 2001. من خلاله يتم تقديم صور فوتوغرافية وفيديوهات وتحليلات لهجمات 11 سبتمبر ويدعي الفيلم الوثائقي أن جماهير العالم لم تعط كل الحقائق المحيطة بالهجوم الإرهابي.

## محتوى الفيلم
طرح الفيلم مجموعة من الأسئلة الرائدة حول نظريات المؤامرة المتعلقة بهجمات 11 سبتمبر 2001. بالرغم من تأكيد الفيلم بأن «الطائرة النفاثة تعد كبيرة الحجم للغاية بحيث لا تتناسب مع الفتحة المصنوعة في البنتاغون»، إلا أن آخرون دحضوا هذا الادعاء من خلال إظهار أن ثقبًا يزيد عن 90 قدمًا (27 مترًا) قد حدث في الطابق الأرضي. وقد أشارت أفلام أخرى مثل تغيير فضفاض إلى الفتحة الصغيرة في الطابق الثاني منه. فيما يشير آخرون إلى أن الجدار انهار بعد نصف ساعة من حدوث الحادث، وعندها لم تتعدى الحفرة 16 قدمًا

## ردود الفعل
- صرحت صحيفة The Portland Mercury في مقال ملخص بخصوص الفيلم «"إنه يحتوي على نظرية مجنونة ومملة للغاية بالإضافة إلى ادعاءات غير مبنية على أدلة ولاأساس لها من الصحة بخصوص صور غير واضحة المعالم والتي لا تظهر أي شيء حقا"».[2]
- صرح مقال في موقع هيرالدستكرا.كوم: "الفيلم لا يوضح إذا كانت طائرات الهجوم عسكرية، وما الذي حدث للطائرات التجارية. إنه يلمح فقط إلى أنه ربما تم إسقاطها فوق المحيط. لكن المشكلة هي أنهم لم يكونوا فوق المحيط فمن يتذكر حادث تحطم الطائرة في المحيط الأطلسي، حيث تم إيجاد حطام الأمتعة التي لم تجرفها شواطئ البحر، وعليه إذا كانت الطائرات قد سقطت حقا في البحر، فلن يكون بالإمكان الاحتفاظ بالسرية لفترة طويلة. من الجيد أن الإستمتاع بهذه الأشياء، حتى لو كانت ضعيفة بعض الشيء، لكن دعونا لا نفقد إدراكنا.[3]

- يقول فون كليست إن الهدف من الفيلم الوثائقي ليس تقديم التفسيرات، ولكن طرح الأسئلة: كما تعلم، هناك من يرون هذه الصور ويسمعون هذه المعلومات لأول مرة. إنهم يطرحون حتمًا السؤال التالي: "حسناً إذا لم تصطدم الطائرة بالبنتاغون، فأين ذهبت؟" الجواب، لا أعرف أين ذهبت وأين حدث، ربما تكون على بعد 200 قدم في المحيط الأطلسي. ولكن مرة أخرى، أنا لا أقول أن الرحلة 77 قد ضربت البنتاغون. فهذا من وسائل الإعلام الرئيسية. السؤال الذي يجب طرحه هو إذا ضربت الرحلة 77 البنتاغون، فأين هي؟ "[4]

## وصلات خارجية
- الموقع الرسمي
 مؤرشف بواسطة واي باك 21 مايو، 2013
- 911: في موقع الطائرة على موقع IMDb (الإنجليزية)
- 911: في موقع الطائرة على موقع نتفليكس (الإنجليزية)
- 911: في موقع الطائرة على موقع فيلمافينيتي (الإسبانية)
- 911: في موقع الطائرة على موقع قاعدة بيانات الفيلم (الإنجليزية)
- 911: في موقع الطائرة على موقع ليتربوكسد (الإنجليزية)